# 50 лет Советской власти (юбилейные монеты, СССР)
50 лет Советской власти — серия монет Госбанка СССР, посвящённых 50-летию власти Советов. Монеты выпускались номиналом в 10, 15, 20, 50 копеек и 1 рубль.
Серия этих монет была выпущена в обращение 1 октября 1967 года, в 50-ю годовщину Октябрьской революции 1917 года. Все монеты изготовлены из медно-никелевого сплава и выпущены тиражом в 50 млн экземпляров каждая, за исключением монеты в 1 рубль, выпущенной тиражом 52,5 млн.

## Монеты
| Номинал   | Каталожный номер | Описание монеты | Описание монеты | Изображение монеты | Изображение монеты | Ссылки |
| Номинал   | Каталожный номер | Аверс | Реверс | Аверс              | Реверс             | Ссылки |
| --------- | ---------------- | --- | --- | ------------------ | ------------------ | ------ |
| 10 копеек | 3005-0001        | Слева — герб Советского Союза, обрамлённый орбитами полёта космического корабля. Справа — в две строки даты «1917» и «1967». | На фоне восходящего солнца — монумент «Покорителям космоса» в Москве, символизирующий достижения советского народа в освоении космоса, номинал.   |                    |                    | [ 3 ]  |
| 15 копеек | 3006-0001        | В верхней правой части — герб СССР, под ним в ряд изображён номинал «15 КОПЕЕК» | Чуть правее центра изображён монумент «Рабочий и колхозница» в Москве. В левой части — в две строки даты «1917» и «1967».                         |                    |                    | [ 4 ]  |
| 20 копеек | 3007-0001        | Герб СССР, разделяющий датировку «1917-1967» на две части. Под гербом надпись обратно-пирамидальной формы «ПЯТЬДЕСЯТ ЛЕТ СОВЕТСКОЙ ВЛАСТИ». | крейсер Аврора даёт залп из своего орудия. Над ним большим шрифтом в два ряда отчеканен номинал — «20 КОПЕЕК».                                    |                    |                    | [ 5 ]  |
| 50 копеек | 3008-0001        | Владимир Ленин с высоко поднятой правой рукой. Возле правой передней части его пиджака расположена аббревиатура «СССР», над ней — крупная пятиконечная звезда. Фон Ленину создают стилизованные серп и молот, расположенные по большей части в правой области монеты. | Герб СССР, под ним обозначение номинала — «ПЯТЬДЕСЯТ КОПЕЕК». По верху (от буквы «П» до «Т») полукругом надпись «ПЯТЬДЕСЯТ ЛЕТ СОВЕТСКОЙ ВЛАСТИ». |                    |                    | [ 6 ]  |
| 1 рубль   | 3009-0002        | Владимир Ленин с высоко поднятой правой рукой. Возле правой передней части его пиджака расположена аббревиатура «СССР», над ней — крупная пятиконечная звезда. Фон Ленину создают стилизованные серп и молот, расположенные по большей части в правой области монеты. | Герб СССР, под ним обозначение номинала — «ОДИН РУБЛЬ». По верху (от буквы «Р» до «Ь») полукругом надпись «ПЯТЬДЕСЯТ ЛЕТ СОВЕТСКОЙ ВЛАСТИ».       |                    |                    | [ 7 ]  |